# La Prison de Robertsonville
La Prison de Robertsonville est la sixième histoire de la série Les Tuniques bleues de Lambil et Raoul Cauvin. Elle est publiée pour la première fois du no 1875 au no 1892 du journal Spirou, puis en album en 1975.

## Résumé
La Guerre de Sécession fait rage. Autour d'un fleuve, Nordistes et Sudistes s'affrontent, chacun cherchant à en prendre le contrôle. Une bataille conduit à la victoire des Nordistes, les Sudistes se repliant sur des positions reculées. 
Dans la bataille, le sergent Chesterfield et le caporal Blutch sont capturés par leurs ennemis avec d'autres Nordistes, et sont emmenés vers la célèbre et sinistre prison de Robertsonville, où ils sont mis au travail forcé. En chemin, Chesterfield et Blutch parviennent à se brouiller avec l'un des plus dangereux gardiens de la prison, Cancrelat. Garde hargneux et vindicatif, il devient rapidement l'ennemi juré des deux Tuniques bleues. Ils font également la connaissance d'un soldat Nordiste, Ralph, qui leur donne de nombreuses ruses lors de leurs tentatives d’évasion.
Car en prison, le sergent Chesterfield ne compte pas se laisser abattre : il convainc Blutch de le suivre à chaque fois dans ses évasions. Malgré leurs précautions ils sont toujours rattrapés par Cancrelat qui ne souhaite que la mort des deux fugitifs. Ils sont toutefois protégés par le lieutenant de la prison, sadique et impitoyable, qui est tellement énervé par leur attitude qu'il veut les briser et qu'ils lui lèchent les bottes. Cancrelat ne peut ainsi pas les supprimer, tandis que les deux héros multiplient les tentatives d'évasion variées et complexes, 
Toutes les méthodes du lieutenant se retournent contre lui : la Cabane, consistant à enfermer les prisonniers dans une petite cellule en bois et à les laisser là, pendant la journée, sous le soleil, le refus de les nourrir, leur imposer des travaux supplémentaires. À chaque fois, le sergent et le caporal se servent de ces punitions pour essayer de s'échapper. Au total, ils organisent cinq tentatives d'évasion.
La première tentative se fait par le biais de la "Cabane", où ils creusent un trou dans le sol en essayant de s'enfuir, avant d'être rattrapés par le lieutenant. 
Le deuxième essai est d'essayer de découper les fils barbelés encerclant le camp pendant la nuit.
La troisième tentative est de s'enfuir en prenant le contrôle du chariot de ravitaillement des biens.
Le quatrième essai consiste à se faire passer pour des femmes d'une association fictive militant pour le droit des prisonniers, l'A.P.G.
La cinquième et dernière tentative est de se camoufler en soldats confédérés. Cette tentative est une réussite totale.

## Personnages
- Sergent Chesterfield : c'est la forte tête de la prison. Indomptable, colérique, il n'hésite pas à taper sur les gardes, notamment Cancrelat, à se moquer d'eux, et essaie surtout de s'évader par n'importe quel moyen, faisant preuve d'une imagination sans faille. Cependant, Chesterfield, connu pour sa malchance, verra successivement toutes ses tentatives échouer, plus par effet du hasard, que par une erreur dans ses plans. Plus il échoue, plus il a envie de s'évader à nouveau... Ce qu'il finira tant bien que mal par faire, déclenchant au passage un nouveau combat entre les Nordistes et les Sudistes !
- Caporal Blutch : l'éternel compagnon de Chesterfield déroge ici à ses habitudes, puisque, non content de charger l'ennemi, il les traque même après la fin de la bataille, ce qui lui vaut d'être blessé, fait plutôt rare chez Blutch qui se contente la plupart du temps de simuler. Il suivra malgré lui les tentatives de Chesterfield, préférant plutôt travailler tranquillement dans la prison. Toutefois, s'il rechigne oralement à aider Chesterfield, il l'aidera du mieux qu'il peut.
- Cancrelat : le fameux garde irascible de Robertsonville est probablement surnommé ainsi en raison de sa laideur repoussante. Peu apprécié, tant des prisonniers que des gardes, Cancrelat est un gardien cruel et autoritaire, qui déteste qu'on s'oppose à lui. Il réapparaîtra dans des albums postérieurs, devenant ainsi le grand rival de Blutch et de Chesterfield, ne pouvant s'empêcher de devenir hystérique à chaque fois qu'il les recroise.
- Ralph : prisonnier nordiste capturé en même temps que Blutch et Chesterfield. Sans participer aux tentatives d'évasion de Chesterfield et de Blutch, Ralph sera tout de même très impressionné par ces derniers. Il finit par devenir responsable de la distribution en nourriture, et est ainsi au courant de toutes les actualités concernant la prison, ce qui lui permettra d'aider les deux compères à essayer de s'évader en leur communiquant des informations. Il finira par les prendre pour des héros, et intercédera en leur faveur tout à la fin de l'album.

### Histoire de la prison

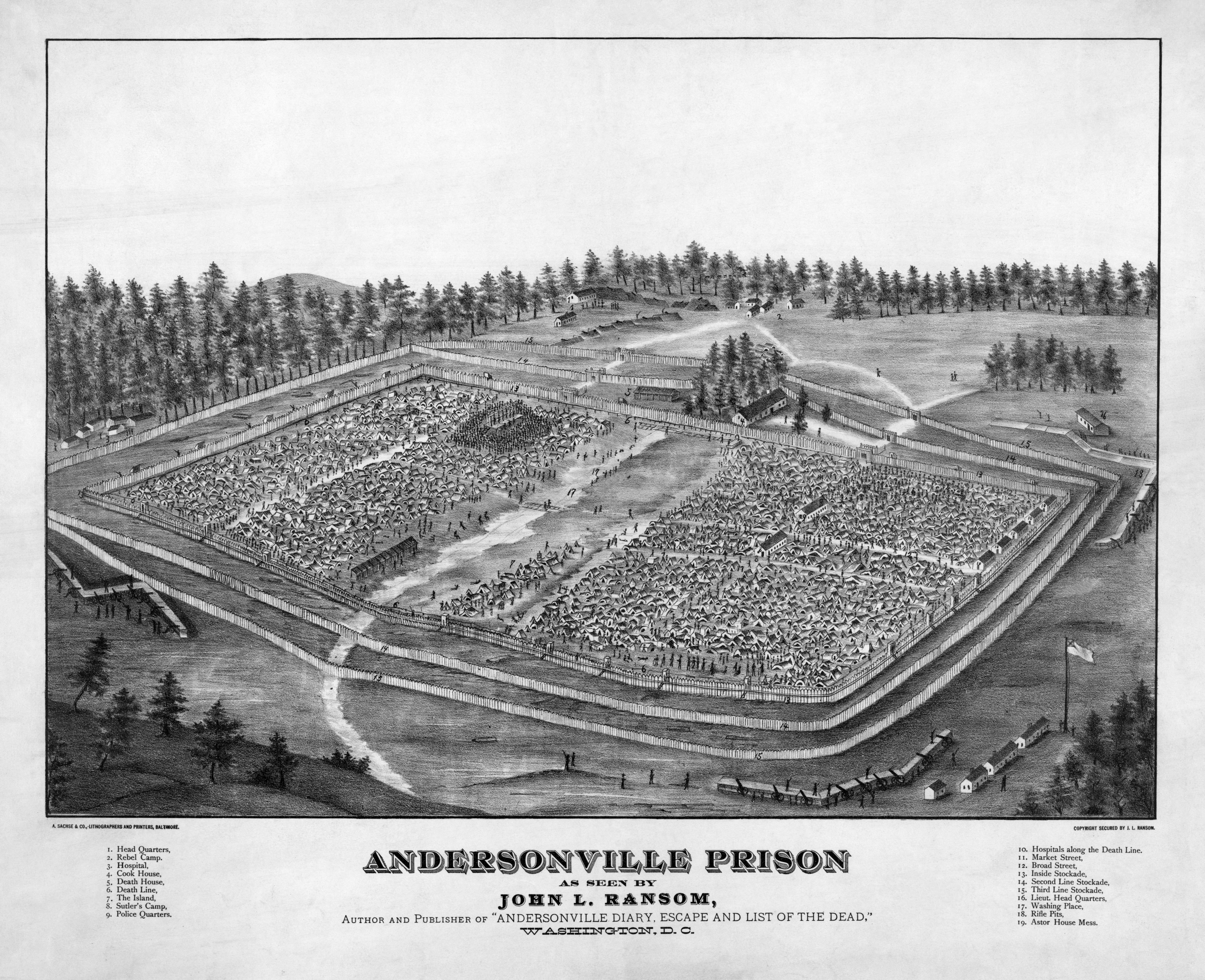
La prison d'Andersonville